# Séries éliminatoires de la Coupe Stanley 1979
Année précédente Année suivante
Les séries éliminatoires de la Coupe Stanley 1979 font suite à la saison 1978-1979 de la Ligue nationale de hockey. Les Canadiens de Montréal gagnent la série par 4 victoires contre 1 et remportent ainsi une quatrième fois de suite la Coupe Stanley.

## Tableau récapitulatif
|  | Tour préliminaire | Tour préliminaire      | Tour préliminaire | Tour préliminaire      |   |                        | Quarts de finale | Quarts de finale | Quarts de finale | Quarts de finale |  |  | Demi-finales | Demi-finales | Demi-finales | Demi-finales |  |  | Finale | Finale | Finale | Finale |
|  |                   |                        |                   |                        |   |                        |                  |                  |                  |                  |  |  |              |              |              |              |  |  |        |        |        |        |
|  |                   |                        |                   |                        |   |                        |                  |                  |                  |                  |  |  |              |              |              |              |  |  |        |        |        |        |
|  |                   |                        |                   |                        |   |                        |                  |                  |                  |                  |  |  |              |              |              |              |  |  |        |        |        |        |
|  |                   |                        |                   |                        |   |                        |                  |                  |                  |                  |  |  |              |              |              |              |  |  |        |        |        |        |
|  |                   |                        |                   |                        |   |                        |                  |                  |                  |                  |  |  |              |              |              |              |  |  |        |        |        |        |
|  | 1                 | Islanders de New York  | 4                 | 4                      |   |                        |                  |                  |                  |                  |  |  |              |              |              |              |  |  |        |        |        |        |
|  | 1                 | Islanders de New York  | 4                 | 4                      |   |                        |                  |                  |                  |                  |  |  |              |              |              |              |  |  |        |        |        |        |
|  |                   |                        | 11                | Black Hawks de Chicago | 0 | 0                      |                  |                  |                  |                  |  |  |              |              |              |              |  |  |        |        |        |        |
|  | 4                 | Flyers de Philadelphie | 11                | Black Hawks de Chicago | 0 | 0                      | 2                | 2                |                  |                  |  |  |              |              |              |              |  |  |        |        |        |        |
|  | 4                 | Flyers de Philadelphie |                   |                        |   |                        |                  | 2                |                  |                  |  |  |              |              |              |              |  |  |        |        |        |        |
|  | 12                | Canucks de Vancouver   | 1                 | 1                      |   |                        |                  |                  |                  |                  |  |  |              |              |              |              |  |  |        |        |        |        |
|  | 12                | Canucks de Vancouver   | 1                 | 1                      | 1 | Islanders de New York  | 2                | 2                |                  |                  |  |  |              |              |              |              |  |  |        |        |        |        |
|  |                   |                        |                   |                        | 1 | Islanders de New York  | 2                | 2                |                  |                  |  |  |              |              |              |              |  |  |        |        |        |        |
|  |                   |                        | 5                 | Rangers de New York    | 4 | 4                      |                  |                  |                  |                  |  |  |              |              |              |              |  |  |        |        |        |        |
|  |                   |                        |                   |                        | 4 | 4                      |                  |                  |                  |                  |  |  |              |              |              |              |  |  |        |        |        |        |
|  |                   |                        |                   |                        |   |                        |                  |                  |                  |                  |  |  |              |              |              |              |  |  |        |        |        |        |
|  |                   |                        |                   |                        |   |                        |                  |                  |                  |                  |  |  |              |              |              |              |  |  |        |        |        |        |
|  | 2                 | Canadiens de Montréal  | 4                 | 4                      |   |                        |                  |                  |                  |                  |  |  |              |              |              |              |  |  |        |        |        |        |
|  | 2                 | Canadiens de Montréal  | 4                 | 4                      |   |                        |                  |                  |                  |                  |  |  |              |              |              |              |  |  |        |        |        |        |
|  |                   |                        | 9                 | Maple Leafs de Toronto | 0 | 0                      |                  |                  |                  |                  |  |  |              |              |              |              |  |  |        |        |        |        |
|  | 5                 | Rangers de New York    | 9                 | Maple Leafs de Toronto | 0 | 0                      | 2                | 2                |                  |                  |  |  |              |              |              |              |  |  |        |        |        |        |
|  | 5                 | Rangers de New York    |                   |                        |   |                        |                  | 2                |                  |                  |  |  |              |              |              |              |  |  |        |        |        |        |
|  | 10                | Kings de Los Angeles   | 0                 | 0                      |   |                        |                  |                  |                  |                  |  |  |              |              |              |              |  |  |        |        |        |        |
|  | 10                | Kings de Los Angeles   | 0                 | 0                      | 5 | Rangers de New York    | 1                | 1                |                  |                  |  |  |              |              |              |              |  |  |        |        |        |        |
|  |                   |                        |                   |                        | 5 | Rangers de New York    | 1                | 1                |                  |                  |  |  |              |              |              |              |  |  |        |        |        |        |
|  |                   |                        | 2                 | Canadiens de Montréal  | 4 | 4                      |                  |                  |                  |                  |  |  |              |              |              |              |  |  |        |        |        |        |
|  | 6                 | Flames d'Atlanta       | 2                 | Canadiens de Montréal  | 4 | 4                      | 0                | 0                |                  |                  |  |  |              |              |              |              |  |  |        |        |        |        |
|  | 6                 | Flames d'Atlanta       |                   |                        |   |                        |                  | 0                |                  |                  |  |  |              |              |              |              |  |  |        |        |        |        |
|  | 9                 | Maple Leafs de Toronto | 2                 | 2                      |   |                        |                  |                  |                  |                  |  |  |              |              |              |              |  |  |        |        |        |        |
|  | 9                 | Maple Leafs de Toronto | 2                 | 2                      | 3 | Bruins de Boston       | 4                | 4                |                  |                  |  |  |              |              |              |              |  |  |        |        |        |        |
|  |                   |                        |                   |                        | 3 | Bruins de Boston       | 4                | 4                |                  |                  |  |  |              |              |              |              |  |  |        |        |        |        |
|  |                   |                        | 8                 | Penguins de Pittsburgh | 0 | 0                      |                  |                  |                  |                  |  |  |              |              |              |              |  |  |        |        |        |        |
|  |                   |                        |                   |                        | 0 | 0                      |                  |                  |                  |                  |  |  |              |              |              |              |  |  |        |        |        |        |
|  |                   |                        |                   |                        |   |                        |                  |                  |                  |                  |  |  |              |              |              |              |  |  |        |        |        |        |
|  |                   |                        |                   |                        |   |                        |                  |                  |                  |                  |  |  |              |              |              |              |  |  |        |        |        |        |
|  | 2                 | Canadiens de Montréal  | 4                 | 4                      |   |                        |                  |                  |                  |                  |  |  |              |              |              |              |  |  |        |        |        |        |
|  | 2                 | Canadiens de Montréal  | 4                 | 4                      |   |                        |                  |                  |                  |                  |  |  |              |              |              |              |  |  |        |        |        |        |
|  |                   |                        | 3                 | Bruins de Boston       | 3 | 3                      |                  |                  |                  |                  |  |  |              |              |              |              |  |  |        |        |        |        |
|  | 7                 | Sabres de Buffalo      | 3                 | Bruins de Boston       | 3 | 3                      | 1                | 1                |                  |                  |  |  |              |              |              |              |  |  |        |        |        |        |
|  | 7                 | Sabres de Buffalo      |                   |                        |   |                        |                  | 1                |                  |                  |  |  |              |              |              |              |  |  |        |        |        |        |
|  | 8                 | Penguins de Pittsburgh | 2                 | 2                      |   |                        |                  |                  |                  |                  |  |  |              |              |              |              |  |  |        |        |        |        |
|  | 8                 | Penguins de Pittsburgh | 2                 | 2                      | 4 | Flyers de Philadelphie | 1                | 1                |                  |                  |  |  |              |              |              |              |  |  |        |        |        |        |
|  |                   |                        |                   |                        | 4 | Flyers de Philadelphie | 1                | 1                |                  |                  |  |  |              |              |              |              |  |  |        |        |        |        |
|  |                   |                        | 5                 | Rangers de New York    | 4 | 4                      |                  |                  |                  |                  |  |  |              |              |              |              |  |  |        |        |        |        |
|  |                   |                        |                   |                        | 4 | 4                      |                  |                  |                  |                  |  |  |              |              |              |              |  |  |        |        |        |        |
|  |                   |                        |                   |                        |   |                        |                  |                  |                  |                  |  |  |              |              |              |              |  |  |        |        |        |        |
|  |                   |                        |                   |                        |   |                        |                  |                  |                  |                  |  |  |              |              |              |              |  |  |        |        |        |        |
|  |                   |                        |                   |                        |   |                        |                  |                  |                  |                  |  |  |              |              |              |              |  |  |        |        |        |        |
|  |                   |                        |                   |                        |   |                        |                  |                  |                  |                  |  |  |              |              |              |              |  |  |        |        |        |        |

## Détails des séries

### Tour préliminaire

#### Philadelphie contre Vancouver
Philadelphie élimine Vancouver 2 matchs à 1.
| 10 avril | Philadelphie | 2-3 (0-0, 0-1, 2-2) | Vancouver | The Spectrum 17 077 spectateurs |

| Feuille de match | Feuille de match                                                       | Feuille de match    | Feuille de match                                                                                  | Feuille de match |
| ---------------- | ---------------------------------------------------------------------- | ------------------- | ------------------------------------------------------------------------------------------------- | ---------------- |
|                  | - Clarke (Dailey) — 46 min 30 s - Leach (Clarke, Barber) — 59 min 35 s | 0-1 0-2 1-2 1-3 2-3 | Gradin (Smyl, Sedlbauer) — 21 min 35 s Smyl — 43 min 9 s - Lever (Kearns, Blight) — 50 min 28 s - |                  |
| Stephenson       | Gardiens                                                               | Bromley             |                                                                                                   |                  |
|                  |                                                                        |                     |                                                                                                   |                  |
| 30               | Tirs                                                                   | 26                  |                                                                                                   |                  |

| 12 avril | Vancouver | 4-6 (2-2, 1-1, 1-3) | Philadelphie | Pacific Coliseum 14 293 spectateurs |

| Feuille de match | Feuille de match | Feuille de match                        | Feuille de match | Feuille de match |
| ---------------- | --- | --------------------------------------- | --- | ---------------- |
|                  | - Lever (Martin, Oddleifson) — 14 min 10 s (SN) Kearns (Lever) — 16 min 11 s (SN) - Gradin (Fraser, Blight) — 21 min 48 s - Gradin (Manno, Blight) — 46 min 40 s - - | 0-1 1-1 2-1 2-2 2-3 3-3 3-4 4-4 4-5 4-6 | Gorence (Bridgman, Watson) — 1 min 47 s - Leach (Barber, Clarke) — 18 min 39 s (SN) Gorence — 21 min 12 s - Linseman — 53 min 36 s - Leach (Clarke) — 59 min 6 s Barber (Holmgren) — 59 min 57 s (CV) |                  |
| Bromley          | Gardiens | Moore                                   | |                  |
|                  | |                                         | |                  |
| 21               | Tirs | 37                                      | |                  |

| 14 avril | Philadelphie | 7-2 (2-1, 3-0, 2-1) | Vancouver | The Forum 17 077 spectateurs |

| Feuille de match | Feuille de match | Feuille de match                    | Feuille de match                                                               | Feuille de match |
| ---------------- | --- | ----------------------------------- | ------------------------------------------------------------------------------ | ---------------- |
|                  | Clarke (Barber, Leach) — 4 min 13 s (SN) Hill (Holmgren, Linseman) — 7 min 20 s - Leach (Clarke, MacLeish) — 20 min 34 s (SN) Gorence (Lapointe, Moore) — 28 min 53 s (SN) Dunlop (Holmgren, Watson) — 30 min 27 s Barber (Linseman, Dailey) — 43 min 5 s Holmgren (Barber) — 52 min 58 s - | 1-0 2-0 2-1 3-1 4-1 5-1 6-1 7-1 7-2 | - Gradin (Gillis, Blight) — 17 min 34 s - Kozak (Gradin, Fraser) — 55 min 11 s |                  |
| Moore            | Gardiens | Bromley                             |                                                                                |                  |
|                  | |                                     |                                                                                |                  |
| 26               | Tirs | 31                                  |                                                                                |                  |

#### Buffalo contre Pittsburgh
Pittsburgh gagne la série 2 matchs à 1.
| 10 avril | Buffalo | 3-4 (1-1, 1-0, 1-3) | Pittsburgh | The Aud 16 433 spectateurs |

| Feuille de match | Feuille de match | Feuille de match            | Feuille de match | Feuille de match |
| ---------------- | --- | --------------------------- | --- | ---------------- |
|                  | Boland (Savard, Robert) — 10 min 49 s - Robert (Savard, Martin) — 32 min 48 s - Luce (Schultz, Stewart) — 57 min 26 s | 1-0 1-1 2-1 2-2 2-3 2-4 3-4 | - Schutt (Bladon, Lee) — 11 min 32 s - Chapman (Campbell) — 45 min 21 s McAdam (Ferguson, Kehoe) — 53 min 54 s Kindrachuk (Lonsberry, Kehoe) — 55 min 48 s - |                  |
| Sauvé            | Gardiens | Herron                      | |                  |
|                  | |                             | |                  |
| 31               | Tirs | 22                          | |                  |

| 12 avril | Pittsburgh | 1-3 (0-1, 1-1, 0-1) | Buffalo | Civic Arena 16 033 spectateurs |

| Feuille de match | Feuille de match                            | Feuille de match | Feuille de match | Feuille de match |
| ---------------- | ------------------------------------------- | ---------------- | --- | ---------------- |
|                  | - Campbell (Malone, McAdam) — 37 min 19 s - | 0-1 0-2 1-2 1-3  | Dudley (Martin, Schoenfeld) — 19 min 22 s Richard (Schultz, McKegney) — 22 min 59 s - Robert (Breitenbach) — 59 min 11 s (CV) |                  |
| Herron           | Gardiens                                    | Sauvé            | |                  |
|                  |                                             |                  | |                  |
| 31               | Tirs                                        | 30               | |                  |

| 14 avril | Buffalo | 3-4 (pr) (2-1, 1-1, 0-1, 0-1) | Pittsburgh | The Aud 16 433 spectateurs |

| Feuille de match | Feuille de match                                                                                                | Feuille de match            | Feuille de match | Feuille de match |
| ---------------- | --- | --------------------------- | --- | ---------------- |
|                  | Perreault (Martin) — 12 min 59 s (SN) - Ramsay (Luce, Seiling) — 16 min 35 s - Korab (Dudley) — 37 min 38 s - - | 1-0 1-1 2-1 2-2 3-2 3-3 3-4 | - Hamilton (Sheppard) — 13 min 4 s - Hamilton (Lee, Campbell) — 31 min 47 s - Ferguson (Cossette, Bladon) — 44 min 17 s Ferguson (Sheppard, Campbell) — 60 min 47 s |                  |
| Sauvé            | Gardiens | Herron                      | |                  |
|                  | |                             | |                  |
| 41               | Tirs | 24                          | |                  |

#### Atlanta contre Toronto
Toronto gagne la série 2 matchs à 0.
| 10 avril | Atlanta | 1-2 (0-0, 1-2, 0-0) | Toronto | The Omni 14 757 spectateurs |

| Feuille de match | Feuille de match                     | Feuille de match | Feuille de match                                                               | Feuille de match |
| ---------------- | ------------------------------------ | ---------------- | ------------------------------------------------------------------------------ | ---------------- |
|                  | - Pronovost (Boldirev) — 36 min 37 s | 0-1 0-2 1-2      | McKechnie — 26 min 26 s (IN) McKechnie (Dan Maloney, Turnbull) — 29 min 14 s - |                  |
| Bouchard         | Gardiens                             | Palmateer        |                                                                                |                  |
|                  |                                      |                  |                                                                                |                  |
| 28               | Tirs                                 | 21               |                                                                                |                  |

| 12 avril | Toronto | 7-4 (3-1, 4-1, 0-2) | Atlanta | Maple Leaf Gardens 16 485 spectateurs |

| Feuille de match | Feuille de match | Feuille de match                            | Feuille de match | Feuille de match |
| ---------------- | --- | ------------------------------------------- | --- | ---------------- |
|                  | Sittler (Boutette) — 4 min 4 s Sittler (McDonald) — 4 min 16 s Ellis (Dan Maloney, Quenneville) — 4 min 27 s - Boutette — 23 min 9 s Dan Maloney (Wilson, McKechnie) — 28 min 38 s (SN) - McKechnie (Anderson, Sittler) — 35 min 42 s Boutette (Sittler, Hutchison) — 37 min 32 s - - | 1-0 2-0 3-0 3-1 4-1 5-1 5-2 6-2 7-2 7-3 7-4 | - Pronovost (Vail, Chouinard) — 10 min 52 s (SN) - Chouinard (MacMillan, Boldirev) — 31 min 41 s (SN) - Lalonde (Chouinard, Lemelin) — 43 min 37 s (SN) Plett (Rota) — 50 min 2 s |                  |
| Palmateer        | Gardiens | Bouchard (40 min) Lemelin (20 min)          | |                  |
|                  | |                                             | |                  |
| 42               | Tirs | 26                                          | |                  |

#### Rangers de New York contre Los Angeles
Les Rangers gagnent la série 2 matchs à 0.
| 10 avril | Rangers de New York | 7-1 (2-1, 4-0, 1-0) | Los Angeles | Madison Square Garden 17 372 spectateurs |

| Feuille de match | Feuille de match | Feuille de match                | Feuille de match                        | Feuille de match |
| ---------------- | --- | ------------------------------- | --------------------------------------- | ---------------- |
|                  | DeBlois (McEwen, Marois) — 6 min 15 s (SN) - McEwen (Tkaczuk) — 14 min 16 s (SN) Vickers (Tkaczuk) — 26 min 15 s Dave Maloney (McEwen, Plante) — 29 min 8 s Greschner (Hedberg, Hickey) — 33 min 38 s (SN) Tkaczuk (Dave Maloney, Vadnais) — 35 min 49 s Dave Maloney (Duguay) — 53 min 2 s | 1-0 1-1 2-1 3-1 4-1 5-1 6-1 7-1 | - Simmer (Dionne) — 9 min 17 s (SN) - - |                  |
| Davidson         | Gardiens | Lessard                         |                                         |                  |
|                  | |                                 |                                         |                  |
| 30               | Tirs | 32                              |                                         |                  |

| 12 avril | Los Angeles | 1-2 (pr) (1-0, 0-0, 0-1, 0-1) | Rangers de New York | The Forum 12 029 spectateurs |

| Feuille de match | Feuille de match                             | Feuille de match | Feuille de match                                                             | Feuille de match |
| ---------------- | -------------------------------------------- | ---------------- | ---------------------------------------------------------------------------- | ---------------- |
|                  | Apps (Goldup, Murphy) — 10 min 29 s (SN) - - | 1-0 1-1 1-2      | - Esposito (Murdoch, Maloney) — 41 min 11 s Esposito (Maloney) — 66 min 11 s |                  |
| Lessard          | Gardiens                                     | Davidson         |                                                                              |                  |
|                  |                                              |                  |                                                                              |                  |
| 36               | Tirs                                         | 43               |                                                                              |                  |

### Demi-finales d'associations

#### Islanders de New York contre Chicago
Les Islanders gagnent la série 4 matchs à 0.
| 16 avril | Islanders de New York | 6-2 (2-1, 2-1, 2-0) | Chicago | Nassau Veterans Memorial Coliseum 14 995 spectateurs |

| Feuille de match | Feuille de match | Feuille de match                | Feuille de match                                                        | Feuille de match |
| ---------------- | --- | ------------------------------- | ----------------------------------------------------------------------- | ---------------- |
|                  | Merrick (Lorimer, Bourne) — 2 min 29 s - Bossy (Tonelli, Trottier) — 18 min 41 s Trottier (Tonelli, Potvin) — 22 min 27 s - Bossy (Potvin, Persson) — 34 min 25 s (SN) Potvin (Bossy, Tonelli) — 43 min 49 s Bossy (Price) — 55 min 27 s | 1-0 1-1 2-1 3-1 3-2 4-2 5-2 6-2 | - Kerr (Bordeleau) — 7 min 30 s - Murray (Phillipoff) — 26 min 46 s - - |                  |
| Resch            | Gardiens | Esposito                        |                                                                         |                  |
|                  | |                                 |                                                                         |                  |
| 34               | Tirs | 24                              |                                                                         |                  |

| 18 avril | Islanders de New York | 1-0 (pr) (0-0, 0-0, 0-0, 1-0) | Chicago | Nassau Veterans Memorial Coliseum 14 995 spectateurs |

| Feuille de match | Feuille de match                        | Feuille de match | Feuille de match | Feuille de match |
| ---------------- | --------------------------------------- | ---------------- | ---------------- | ---------------- |
|                  | Bossy (Trottier, Gillies) — 22 min 31 s | 1-0              | -                |                  |
| Smith            | Gardiens                                | Esposito         |                  |                  |
|                  |                                         |                  |                  |                  |
| 40               | Tirs                                    | 22               |                  |                  |

| 20 avril | Chicago | 0-4 (0-1, 0-1, 0-2) | Islanders de New York | Chicago Stadium 12 614 spectateurs |

| Feuille de match | Feuille de match | Feuille de match | Feuille de match | Feuille de match |
| ---------------- | ---------------- | ---------------- | --- | ---------------- |
|                  | - -              | 0-1 0-2 0-3 0-4  | Harris (Potvin, Bossy) — 18 min 8 s (SN) Henning (Westfall, Potvin) — 37 min 47 s Gillies (Westfall, Hart) — 43 min Potvin (Tonelli) — 51 min 25 s |                  |
| Esposito         | Gardiens         | Resch            | |                  |
|                  |                  |                  | |                  |
| 21               | Tirs             | 28               | |                  |

| 22 avril | Chicago | 1-3 (0-1, 1-1, 0-1) | Islanders de New York | Chicago Stadium 10 871 spectateurs |

| Feuille de match | Feuille de match                        | Feuille de match | Feuille de match | Feuille de match |
| ---------------- | --------------------------------------- | ---------------- | --- | ---------------- |
|                  | - Walton (Paterson, Fox) — 27 min 5 s - | 0-1 0-2 1-2 1-3  | Potvin (Howatt, Nystrom) — 15 min 9 s Westfall (Merrick, Persson) — 21 min 24 s - Bossy (Hart, Trottier) — 49 min 2 s |                  |
| Esposito         | Gardiens                                | Resch            | |                  |
|                  |                                         |                  | |                  |
| 28               | Tirs                                    | 24               | |                  |

#### Montréal contre Toronto
Montréal gagne la série 4 matchs à 0.
| 16 avril | Montréal | 5-2 (0-1, 2-1, 3-0) | Toronto | Forum de Montréal 15 946 spectateurs |

| Feuille de match | Feuille de match | Feuille de match            | Feuille de match                                                                           | Feuille de match |
| ---------------- | --- | --------------------------- | ------------------------------------------------------------------------------------------ | ---------------- |
|                  | - Shutt (Robinson, Lafleur) — 24 min 33 s Lafleur (Shutt, Lapointe) — 33 min 5 s (SN) Lemaire (Shutt) — 44 min 23 s Lemaire (Lafleur, Robinson) — 47 min 15 s Lambert (Robinson, Lafleur) — 49 min 59 s (SN) | 0-1 0-2 1-2 2-2 3-2 4-2 5-2 | McDonald (Turnbull, Sittler) — 9 min 36 s Dan Maloney (McKechnie, Ellis) — 23 min 23 s - - |                  |
| Dryden           | Gardiens | Palmateer                   |                                                                                            |                  |
|                  | |                             |                                                                                            |                  |
| 33               | Tirs | 28                          |                                                                                            |                  |

| 18 avril | Montréal | 5-1 (2-0, 1-0, 2-1) | Toronto | Forum de Montréal 16 665 spectateurs |

| Feuille de match | Feuille de match | Feuille de match        | Feuille de match                             | Feuille de match |
| ---------------- | --- | ----------------------- | -------------------------------------------- | ---------------- |
|                  | Gainey (Lafleur, Lemaire) — 2 min 50 s Lafleur (Larouche, Dryden) — 9 min 33 s Lemaire (Lafleur, Robinson) — 27 min 1 s (SN) Gainey (Savard, Robinson) — 53 min 19 s Shutt (Lemaire, Lafleur) — 54 min 36 s - | 1-0 2-0 3-0 4-0 5-0 5-1 | - McDonald (Sittler, Turnbull) — 59 min 43 s |                  |
| Dryden           | Gardiens | Palmateer               |                                              |                  |
|                  | |                         |                                              |                  |
| 38               | Tirs | 28                      |                                              |                  |

| 21 avril | Toronto | 3-4 (2 pr) (2-1, 0-2, 1-0, 0-0, 0-1) | Montréal | Maple Leaf Gardens 16 485 spectateurs |

| Feuille de match | Feuille de match | Feuille de match            | Feuille de match | Feuille de match |
| ---------------- | --- | --------------------------- | --- | ---------------- |
|                  | - Sittler (McDonald, Turnbull) — 5 min 6 s (SN) McDonald (Burrows, Salming) — 11 min 14 s - Sittler — 57 min 46 s - | 0-1 1-1 2-1 2-2 2-3 3-3 3-4 | Napier (Lambert, Savard) — 2 min 48 s - Robinson (Gainey, Mondou) — 24 min 35 s (SN) Lemaire (Napier, Lapointe) — 26 min 12 s - Connor (Risebrough, Savard) — 85 min 25 s |                  |
| Palmateer        | Gardiens | Dryden                      | |                  |
|                  | |                             | |                  |
| 41               | Tirs | 48                          | |                  |

| 22 avril | Toronto | 4-5 (pr) (0-2, 2-2, 2-0, 0-1) | Montréal | Maple Leaf Gardens 16 485 spectateurs |

| Feuille de match | Feuille de match | Feuille de match                    | Feuille de match | Feuille de match |
| ---------------- | --- | ----------------------------------- | --- | ---------------- |
|                  | - Saganiuk (Hutchison, Gardner) — 34 min 48 s Sittler (Boutette, Turnbull) — 36 min 6 s (SN) McKechnie (Dan Maloney) — 53 min 29 s Dan Maloney (McKechnie, Hutchison) — 53 min 58 s - | 0-1 0-2 0-3 0-4 1-4 2-4 3-4 4-4 4-5 | Lambert (Larouche, Lemaire) — 6 min 55 s (SN) Robinson (Lemaire, Gainey) — 7 min 57 s Mondou (Hughes) — 28 min 6 s Hughes (Gainey, Mondou) — 30 min 31 s - Robinson (Lapointe, Hughes) — 64 min 14 s (SN) |                  |
| Harrison         | Gardiens | Dryden                              | |                  |
|                  | |                                     | |                  |
| 33               | Tirs | 35                                  | |                  |

#### Boston contre Pittsburgh
Boston gagne la série 4 machs à 0.
| 16 avril | Boston | 6-2 (3-0, 3-1, 0-1) | Pittsburgh | Boston Garden 12 001 spectateurs |

| Feuille de match | Feuille de match | Feuille de match                | Feuille de match                                                      | Feuille de match |
| ---------------- | --- | ------------------------------- | --------------------------------------------------------------------- | ---------------- |
|                  | McNab (Marcotte) — 2 min 29 s Marcotte (McNab, Milbury) — 5 min 14 s Milbury (Foster) — 15 min 58 s Marcotte (Smith, McNab) — 24 min 21 s - Schmautz (Redmond, Cashman) — 36 min 2 s (SN) Redmond (Milbury, Foster) — 37 min 27 s (IN) - | 1-0 2-0 3-0 4-0 4-1 5-1 6-1 6-2 | - Kindrachuk — 26 min 7 s - Sheppard (Lee, Bladon) — 52 min 14 s (SN) |                  |
| Cheevers         | Gardiens | Herron                          |                                                                       |                  |
|                  | |                                 |                                                                       |                  |
| 33               | Tirs | 21                              |                                                                       |                  |

| 18 avril | Boston | 4-3 (2-1, 1-1, 1-1) | Pittsburgh | Boston Garden 12 146 spectateurs |

| Feuille de match | Feuille de match | Feuille de match            | Feuille de match                                                                                              | Feuille de match |
| ---------------- | --- | --------------------------- | --- | ---------------- |
|                  | - Ratelle (Middleton, Cashman) — 15 min 10 s (SN) Foster (Jonathan, Cashman) — 16 min 16 s McNab (Wensink, Sims) — 34 min 15 s - Miller (Milbury, Park) — 50 min 10 s - | 0-1 1-1 2-1 3-1 3-2 4-2 4-3 | Hamilton (Bladon) — 14 min 11 s (SN) - Kindrachuk — 34 min 52 s - Kindrachuk (Lonsberry, Kehoe) — 59 min 54 s |                  |
| Cheevers         | Gardiens | Herron                      | |                  |
|                  | |                             | |                  |
| 25               | Tirs | 27                          | |                  |

| 21 avril | Pittsburgh | 1-2 (1-1, 0-1, 0-1) | Boston | Civic Arena 13 636 spectateurs |

| Feuille de match | Feuille de match                    | Feuille de match | Feuille de match                                                  | Feuille de match |
| ---------------- | ----------------------------------- | ---------------- | ----------------------------------------------------------------- | ---------------- |
|                  | McAdam (Mahovlich) — 3 min 10 s - - | 1-0 1-1 1-2      | - McNab — 18 min 43 s Middleton (Redmond, Park) — 45 min 3 s (SN) |                  |
| Herron           | Gardiens                            | Cheevers         |                                                                   |                  |
|                  |                                     |                  |                                                                   |                  |
| 25               | Tirs                                | 27               |                                                                   |                  |

| 22 avril | Pittsburgh | 1-4 (1-2, 0-0, 0-2) | Boston | Civic Arena 15 033 spectateurs |

| Feuille de match | Feuille de match                      | Feuille de match    | Feuille de match | Feuille de match |
| ---------------- | ------------------------------------- | ------------------- | --- | ---------------- |
|                  | Schutt (Kindrachuk) — 15 min 20 s - - | 1-0 1-1 1-2 1-3 1-4 | - Schmautz (Middleton, Doak) — 16 min 53 s Ratelle (Milbury, Middleton) — 18 min 46 s Ratelle (Milbury, Middleton) — 48 min 50 s Marcotte (McNab) — 59 min 19 s (CV) |                  |
| Herron           | Gardiens                              | Cheevers            | |                  |
|                  |                                       |                     | |                  |
| 25               | Tirs                                  | 27                  | |                  |

#### Philadelphie contre Rangers de New York
Les Rangers gagnent la série 4 machs à 1.
| 16 avril | Philadelphie | 3-2 (pr) (1-2, 0-0, 1-0, 1-0) | Rangers de New York | The Spectrum 17 077 spectateurs |

| Feuille de match | Feuille de match                                                                                               | Feuille de match    | Feuille de match                                                                                 | Feuille de match |
| ---------------- | --- | ------------------- | ------------------------------------------------------------------------------------------------ | ---------------- |
|                  | - Kelly (Gorence, Bridgman) — 16 min 52 s (SN) Barber (Linseman, Holmgren) — 55 min 2 s Linseman — 60 min 44 s | 0-1 0-2 1-2 2-2 3-2 | Don Maloney (Vadnais, Tkaczuk) — 4 min 32 s Esposito (Don Maloney, McEwen) — 9 min 10 s (SN) - - |                  |
| Moore            | Gardiens | Davidson            |                                                                                                  |                  |
|                  | |                     |                                                                                                  |                  |
| 32               | Tirs | 24                  |                                                                                                  |                  |

| 18 avril | Philadelphie | 1-7 (1-2, 0-3, 0-2) | Rangers de New York | The Spectrum 17 077 spectateurs |

| Feuille de match                   | Feuille de match                    | Feuille de match                | Feuille de match | Feuille de match |
| ---------------------------------- | ----------------------------------- | ------------------------------- | --- | ---------------- |
|                                    | - Bathe (Linseman) — 7 min 45 s - - | 0-1 1-1 1-2 1-3 1-4 1-5 1-6 1-7 | Vickers (Hedberg, Marois) — 2 min 21 s - Greschner — 18 min 22 s (IN) Maloney — 22 min 33 s Greschner (Don Maloney, Esposito) — 26 min 19 s (SN) Johnstone (Plante, Marois) — 31 min 41 s Murdoch (Maloney) — 49 min 44 s (SN) McEwen — 57 min 18 s (SN) |                  |
| Moore (27 min) Stephenson (33 min) | Gardiens                            | Davidson                        | |                  |
|                                    |                                     |                                 | |                  |
| 33                                 | Tirs                                | 38                              | |                  |

| 20 avril | Rangers de New York | 5-1 (0-1, 3-0, 2-0) | Philadelphie | Madison Square Garden 17 308 spectateurs |

| Feuille de match | Feuille de match | Feuille de match        | Feuille de match                  | Feuille de match |
| ---------------- | --- | ----------------------- | --------------------------------- | ---------------- |
|                  | - Don Maloney (Vadnais, Esposito) — 22 min 15 s Don Maloney (Esposito, Dave Maloney) — 22 min 41 s Hedberg (Greschner, Tkaczuk) — 25 min 39 s (IN) Duguay (Hickey, Sheehan) — 34 min 17 s Murdoch (Esposito) — 59 min 48 s (CV) | 0-1 1-1 2-1 3-1 4-1 5-1 | Bridgman (Kelly) — 1 min 38 s - - |                  |
| Davidson         | Gardiens | Stephenson              |                                   |                  |
|                  | |                         |                                   |                  |
| 25               | Tirs | 33                      |                                   |                  |

| 22 avril | Rangers de New York | 6-0 (2-0, 2-0, 2-0) | Philadelphie | Madison Square Garden 17 380 spectateurs |

| Feuille de match | Feuille de match | Feuille de match        | Feuille de match | Feuille de match |
| ---------------- | --- | ----------------------- | ---------------- | ---------------- |
|                  | Murdoch (Marois, Esposito) — 3 min 43 s Johnstone (Plante, Vadnais) — 6 min 33 s Esposito (Murdoch, McEwen) — 22 min Sheehan (Duguay) — 25 min 15 s Murdoch (Esposito, Greschner) — 46 min 38 s (SN) Johnstone (Plante) — 51 min 39 s (IN) | 1-0 2-0 3-0 4-0 5-0 6-0 | - -              |                  |
| Davidson         | Gardiens | Moore                   |                  |                  |
|                  | |                         |                  |                  |
| 30               | Tirs | 28                      |                  |                  |

| 24 avril | Philadelphie | 3-8 (0-2, 0-0, 3-6) | Rangers de New York | The Spectrum 17 077 spectateurs |

| Feuille de match | Feuille de match | Feuille de match                            | Feuille de match | Feuille de match |
| ---------------- | --- | ------------------------------------------- | --- | ---------------- |
|                  | - Leach (Dunlop, Holmgren) — 50 min 37 s (SN) Dailey (Ververgaert, Linseman) — 52 min 21 s Wilson (Linseman, Ververgaert) — 55 min 27 s - - | 0-1 0-2 0-3 0-4 0-5 1-5 2-5 3-5 3-6 3-7 3-8 | Greschner (Esposito, McEwen) — 9 min 55 s (SN) Tkaczuk (Farrish) — 13 min 26 s (IN) Tkaczuk — 42 min 3 s Vickers (Tkaczuk) — 44 min 13 s Duguay (Hedberg, Vadnais) — 48 min 19 s (IN) - Vadnais (Duguay, Farrish) — 56 min 50 s (CV) Johnstone (Don Maloney, Esposito) — 27 min 24 s (CV) Hedberg (Vickers, Tkaczuk) — 59 min 26 s |                  |
| Stephenson       | Gardiens | Davidson                                    | |                  |
|                  | |                                             | |                  |
| 28               | Tirs | 23                                          | |                  |

### Finales d'associations

#### Islanders de New York contre Rangers de New York
Les Rangers gagnent la série 4 matchs à 2.
| 26 avril | Islanders de New York | 1-4 (1-2, 0-2, 0-0) | Rangers de New York | Nassau Veterans Memorial Coliseum 14 995 spectateurs |

| Feuille de match | Feuille de match                             | Feuille de match    | Feuille de match | Feuille de match |
| ---------------- | -------------------------------------------- | ------------------- | --- | ---------------- |
|                  | Trottier (Tonelli, Potvin) — 10 min 41 s - - | 1-0 1-1 1-2 1-3 1-4 | - Murdoch (Don Maloney, McEwen) — 15 min 1 s (SN) Johnstone (Vadnais, Plante) — 17 min 57 s Duguay (Hickey, Sheehan) — 29 min 43 s Sheehan (Plante, Vadnais) — 36 min 34 s |                  |
| Resch            | Gardiens                                     | Davidson            | |                  |
|                  |                                              |                     | |                  |
| 22               | Tirs                                         | 38                  | |                  |

| 28 avril | Islanders de New York | 4-3 (pr) (0-1, 1-1, 2-1, 1-0) | Rangers de New York | Nassau Veterans Memorial Coliseum 14 995 spectateurs |

| Feuille de match | Feuille de match | Feuille de match            | Feuille de match | Feuille de match |
| ---------------- | --- | --------------------------- | --- | ---------------- |
|                  | - Merrick (Bourne, Persson) — 21 min 37 s - Lorimer (Nystrom, Merrick) — 45 min 13 s Nystrom (Merrick, Tonelli) — 48 min 35 s - Potvin (Kaszycki) — 68 min 2 s | 0-1 1-1 1-2 2-2 3-2 3-3 4-3 | Tkaczuk (McEwen, Hickey) — 3 min 12 s - Sheehan (Vadnais) — 28 min 32 s (SN) - Esposito (Don Maloney, Dave Maloney) — 55 min 48 s - |                  |
| Smith            | Gardiens | Davidson                    | |                  |
|                  | |                             | |                  |
| 37               | Tirs | 37                          | |                  |

| 1er mai | Rangers de New York | 3-1 (0-0, 2-1, 1-0) | Islanders de New York | Madison Square Garden 17 375 spectateurs |

| Feuille de match | Feuille de match                                                                                             | Feuille de match | Feuille de match          | Feuille de match |
| ---------------- | --- | ---------------- | ------------------------- | ---------------- |
|                  | Sheehan (McEwen, Hickey) — 23 min 14 s - Esposito (Don Maloney, Murdoch) — 36 min 43 s Vickers — 53 min 55 s | 1-0 1-1 2-1 3-1  | - Bourne — 34 min 4 s - - |                  |
| Davidson         | Gardiens | Resch            |                           |                  |
|                  | |                  |                           |                  |
| 32               | Tirs | 17               |                           |                  |

| 3 mai | Rangers de New York | 2-3 (pr) (0-0, 1-1, 1-1, 0-1) | Islanders de New York | Madison Square Garden 17 375 spectateurs |

| Feuille de match | Feuille de match                                                                     | Feuille de match    | Feuille de match                                                                                             | Feuille de match |
| ---------------- | ------------------------------------------------------------------------------------ | ------------------- | --- | ---------------- |
|                  | Don Maloney (Murdoch) — 21 min 18 s - Don Maloney (Esposito, Marois) — 46 min 50 s - | 1-0 1-1 1-2 2-2 2-3 | - Tonelli (Kaszycki) — 21 min 53 s Harris (Kaszycki, Potvin) — 42 min 56 s - Nystrom (Gillies) — 63 min 40 s |                  |
| Davidson         | Gardiens                                                                             | Resch               | |                  |
|                  |                                                                                      |                     | |                  |
| 30               | Tirs                                                                                 | 26                  | |                  |

| 5 mai | Islanders de New York | 3-4 (1-1, 0-1, 2-2) | Rangers de New York | Nassau Veterans Memorial Coliseum 14 995 spectateurs |

| Feuille de match | Feuille de match | Feuille de match            | Feuille de match | Feuille de match |
| ---------------- | --- | --------------------------- | --- | ---------------- |
|                  | - Henning (Lorimer, Harris) — 17 min 48 s (IN) - Kaszycki (Lorimer) — 44 min 20 s - Nystrom (Bourne, Potvin) — 49 min 33 s - | 0-1 1-1 1-2 2-2 2-3 3-3 3-4 | Don Maloney (Duguay, Vadnais) — 15 min 29 s - DeBlois (McEwen, Greschner) — 27 min 29 s - Greschner (Esposito, Don Maloney) — 49 min 4 s - Hedberg (Greschner, Vickers) — 77 min 47 s |                  |
| Smith            | Gardiens | Davidson                    | |                  |
|                  | |                             | |                  |
| 28               | Tirs | 30                          | |                  |

| 8 mai | Rangers de New York | 2-1 (0-1, 2-0, 0-0) | Islanders de New York | Madison Square Garden 17 372 spectateurs |

| Feuille de match | Feuille de match                                                                     | Feuille de match | Feuille de match                                | Feuille de match |
| ---------------- | ------------------------------------------------------------------------------------ | ---------------- | ----------------------------------------------- | ---------------- |
|                  | - Murdoch (Marois) — 25 min 3 s Greschner (Don Maloney, Esposito) — 28 min 45 s (SN) | 0-1 1-1 2-1      | Bossy (Trottier, Persson) — 8 min 56 s (SN) - - |                  |
| Davidson         | Gardiens                                                                             | Resch            |                                                 |                  |
|                  |                                                                                      |                  |                                                 |                  |
| 27               | Tirs                                                                                 | 22               |                                                 |                  |

#### Montréal contre Boston
Montréal gagne la série sur le score de 4 matchs à 3.
Alors qu'il reste 4 minutes à jouer dans le 7e match de la série, le score est à égalité et Rick Middleton des Bruins de Boston inscrit un but et donne l'avantage 4 à 3 à son équipe. Une minute trente-sept plus tard, l'arbitre, John D'Amico, donne une pénalité d'équipe aux Bruins pour surnombre. Guy Lafleur des Canadiens de Montréal profite alors de la supériorité numérique pour inscrire le but qui permet aux deux équipes de jouer les prolongations. Le but de la victoire pour les Canadiens est inscrit par Yvon Lambert.
| 26 avril | Montréal | 4-2 (1-0, 0-2, 3-0) | Boston | Forum de Montréal 16 252 spectateurs |

| Feuille de match | Feuille de match | Feuille de match        | Feuille de match                                                                     | Feuille de match |
| ---------------- | --- | ----------------------- | ------------------------------------------------------------------------------------ | ---------------- |
|                  | Lemaire (Lafleur, Gainey) — 13 min 52 s - Lafleur (Risebrough) — 43 min 44 s Larouche (Risebrough, Lafleur) — 52 min 17 s Jarvis (Robinson, Gainey) — 59 min 33 s (CV) | 1-0 1-1 1-2 2-2 3-2 4-2 | - Ratelle (Middleton, Park) — 23 min 37 s (SN) Marcotte (O'Reilly) — 25 min 34 s - - |                  |
| Dryden           | Gardiens | Cheevers                |                                                                                      |                  |
|                  | |                         |                                                                                      |                  |
| 21               | Tirs | 21                      |                                                                                      |                  |

| 28 avril | Montréal | 5-2 (0-0, 3-2, 2-0) | Boston | Forum de Montréal 16 952 spectateurs |

| Feuille de match | Feuille de match | Feuille de match            | Feuille de match                                                  | Feuille de match |
| ---------------- | --- | --------------------------- | ----------------------------------------------------------------- | ---------------- |
|                  | - Lemaire (Lafleur) — 37 min 41 s (SN) Gainey (Savard) — 38 min 11 s Tremblay (Risebrough, Lemaire) — 39 min 5 s Lafleur (Lemaire, Mondou) — 44 min 50 s Chartraw (Jarvis, Gainey) — 55 min 43 s | 0-1 0-2 1-2 2-2 3-2 4-2 5-2 | Middleton — 27 min 42 s McNab (Smith, Marcotte) — 30 min 34 s - - |                  |
| Dryden           | Gardiens | Cheevers                    |                                                                   |                  |
|                  | |                             |                                                                   |                  |
| 20               | Tirs | 23                          |                                                                   |                  |

| 1er mai | Boston | 2-1 (1-0, 0-0, 1-1) | Montréal | Boston Garden 14 654 spectateurs |

| Feuille de match | Feuille de match                                                     | Feuille de match | Feuille de match                                | Feuille de match |
| ---------------- | -------------------------------------------------------------------- | ---------------- | ----------------------------------------------- | ---------------- |
|                  | Jonathan (Park, Foster) — 12 min 19 s - Park (Ratelle) — 56 min 48 s | 1-0 1-1 2-1      | - Robinson (Larouche, Tremblay) — 53 min 23 s - |                  |
| Gilbert          | Gardiens                                                             | Dryden           |                                                 |                  |
|                  |                                                                      |                  |                                                 |                  |
| 31               | Tirs                                                                 | 18               |                                                 |                  |

| 3 mai | Boston | 4-3 (pr) (1-1, 1-1, 1-1, 1-0) | Montréal | Boston Garden 14 654 spectateurs |

| Feuille de match | Feuille de match | Feuille de match            | Feuille de match                                                                                                   | Feuille de match |
| ---------------- | --- | --------------------------- | --- | ---------------- |
|                  | Ratelle (O'Reilly) — 15 min 15 s - Ratelle (Schmautz, Marcotte) — 33 min 21 s McNab (O'Reilly) — 56 min 18 s - Ratelle (Middleton, Smith) — 63 min 46 s | 1-0 1-1 1-2 2-2 3-2 3-3 4-3 | - Mondou (Lapointe) — 18 min 59 s (SN) Lafleur (Engblom) — 27 min 58 s - Lapointe (Napier, Gainey) — 57 min 54 s - |                  |
| Gilbert          | Gardiens | Dryden                      | |                  |
|                  | |                             | |                  |
| 32               | Tirs | 24                          | |                  |

| 5 mai | Montréal | 5-1 (3-0, 0-0, 2-1) | Boston | Forum de Montréal 17 583 spectateurs |

| Feuille de match | Feuille de match | Feuille de match        | Feuille de match                                 | Feuille de match |
| ---------------- | --- | ----------------------- | ------------------------------------------------ | ---------------- |
|                  | Lafleur (Lapointe, Shutt) — 8 min 35 s Lafleur (Robinson, Mondou) — 9 min Robinson (Lemaire) — 19 min 2 s Savard (Robinson, Lemaire) — 50 min 3 s (SN) Tremblay (Mondou) — 52 min - | 1-0 2-0 3-0 4-0 5-0 5-1 | - Cashman (O'Reilly, Milbury) — 58 min 32 s (SN) |                  |
| Dryden           | Gardiens | Gilbert                 |                                                  |                  |
|                  | |                         |                                                  |                  |
| 30               | Tirs | 22                      |                                                  |                  |

| 8 mai | Boston | 5-2 (2-2, 1-0, 2-0) | Montréal | Boston Garden 14 654 spectateurs |

| Feuille de match | Feuille de match | Feuille de match            | Feuille de match                                                                    | Feuille de match |
| ---------------- | --- | --------------------------- | ----------------------------------------------------------------------------------- | ---------------- |
|                  | - Jonathan (Doak, O'Reilly) — 10 min 2 s Marcotte (Ratelle, Schmautz) — 12 min 21 s - Cashman (Park, O'Reilly) — 38 min 30 s Jonathan (Miller, Smith) — 47 min 23 s Jonathan (Cashman, Milbury) — 55 min 24 s | 0-1 1-1 2-1 2-2 3-2 4-2 5-2 | Robinson (Mondou, Lafleur) — 8 min 5 s - Mondou (Lambert, Dryden) — 12 min 49 s - - |                  |
| Gilbert          | Gardiens | Dryden                      |                                                                                     |                  |
|                  | |                             |                                                                                     |                  |
| 23               | Tirs | 27                          |                                                                                     |                  |

| 10 mai | Montréal | 5-4 (pr) (1-1, 0-2, 3-1, 1-0) | Boston | Forum de Montréal 17 453 spectateurs |

| Feuille de match | Feuille de match | Feuille de match                    | Feuille de match | Feuille de match |
| ---------------- | --- | ----------------------------------- | --- | ---------------- |
|                  | - Lemaire (Savard, Lapointe) — 14 min 19 s (SN) - Napier (Lafleur, Tremblay) — 46 min 10 s Lapointe (Lafleur, Gainey) — 48 min 18 s (SN) - Lafleur (Lemaire) — 58 min 46 s (SN) Lambert (Tremblay, Houle) — 69 min 33 s | 0-1 1-1 1-2 1-3 2-3 3-3 3-4 4-4 5-4 | Middleton (Redmond, Cashman) — 10 min 9 s (SN) - Cashman (Middleton, Ratelle) — 20 min 27 s Cashman (Ratelle, Middleton) — 36 min 12 s - Middleton (Ratelle, Sims) — 56 min 1 s - - |                  |
| Dryden           | Gardiens | Gilbert                             | |                  |
|                  | |                                     | |                  |
| 52               | Tirs | 30                                  | |                  |

### Finale de la Coupe Stanley
Les Canadiens de Montréal gagnent la série par 4 victoires contre 1 et remportent ainsi une quatrième fois de suite la Coupe Stanley.
| 13 mai | Montréal | 1-4 (0-2, 1-2, 0-0) | Rangers de New York | Forum de Montréal 17 005 spectateurs |

| Feuille de match                  | Feuille de match                              | Feuille de match    | Feuille de match | Feuille de match |
| --------------------------------- | --------------------------------------------- | ------------------- | --- | ---------------- |
|                                   | - Lafleur (Lemaire, Lambert) — 27 min 7 s - - | 0-1 0-2 1-2 1-3 1-4 | Vickers (Hedberg) — 6 min 28 s (SN) Greschner — 14 min 27 s - Esposito (McEwen) — 29 min 30 s (SN) Dave Maloney (Hedberg, Tkaczuk) — 32 min 32 s (IN) |                  |
| Dryden (40 min) Larocque (20 min) | Gardiens                                      | Davidson            | |                  |
|                                   |                                               |                     | |                  |
| 32                                | Tirs                                          | 22                  | |                  |

| 15 mai | Montréal | 6-2 (3-2, 2-0, 1-0) | Rangers de New York | Forum de Montréal 17 024 spectateurs |

| Feuille de match | Feuille de match | Feuille de match                | Feuille de match                                                       | Feuille de match |
| ---------------- | --- | ------------------------------- | ---------------------------------------------------------------------- | ---------------- |
|                  | - Lambert (Tremblay, Risebrough) — 8 min 34 s Lafleur (Lemaire, Shutt) — 12 min 24 s Gainey (Jarvis, Chartraw) — 16 min 27 s Shutt — 26 min 51 s Lemaire (Savard, Shutt) — 37 min 35 s (SN) Napier (Gainey) — 44 min 38 s | 0-1 0-2 1-2 2-2 3-2 4-2 5-2 6-2 | Hedberg (Vickers) — 1 min 2 s Duguay (McEwen, Hickey) — 6 min 21 s - - |                  |
| Dryden           | Gardiens | Davidson                        |                                                                        |                  |
|                  | |                                 |                                                                        |                  |
| 33               | Tirs | 25                              |                                                                        |                  |

| 17 mai | Rangers de New York | 1-4 (0-2, 0-0, 1-2) | Montréal | Madison Square Garden 17 376 spectateurs |

| Feuille de match | Feuille de match          | Feuille de match    | Feuille de match | Feuille de match |
| ---------------- | ------------------------- | ------------------- | --- | ---------------- |
|                  | - Duguay — 46 min 6 s - - | 0-1 0-2 1-2 1-3 1-4 | Shutt (Robinson, Lemaire) — 7 min 27 s (SN) Risebrough (Lambert, Savard) — 15 min 44 s - Tremblay (Lambert, Risebrough) — 54 min 48 s Lemaire (Shutt, Dryden) — 57 min 10 s |                  |
| Davidson         | Gardiens                  | Dryden              | |                  |
|                  |                           |                     | |                  |
| 20               | Tirs                      | 23                  | |                  |

| 19 mai | Rangers de New York | 3-4 (pr) (2-1, 0-1, 1-1, 0-1) | Montréal | Madison Square Garden 17 382 spectateurs |

| Feuille de match | Feuille de match | Feuille de match            | Feuille de match | Feuille de match |
| ---------------- | --- | --------------------------- | --- | ---------------- |
|                  | Hickey (Sheehan, Dave Maloney) — 1 min 19 s - Murdoch (Esposito, Hickey) — 17 min 3 s - Esposito (Don Maloney, Dave Maloney) — 44 min 26 s - - | 1-0 1-1 2-1 2-2 3-2 3-3 3-4 | - Houle (Gainey) — 2 min 39 s - Lambert (Houle) — 38 min 5 s - Gainey — 46 min 27 s Savard (Lafleur, Shutt) — 67 min 25 s |                  |
| Davidson         | Gardiens | Dryden                      | |                  |
|                  | |                             | |                  |
| 21               | Tirs | 42                          | |                  |

| 21 mai | Montréal | 4-1 (1-1, 3-0, 0-0) | Rangers de New York | Forum de Montréal 18 076 spectateurs |

| Feuille de match | Feuille de match | Feuille de match    | Feuille de match         | Feuille de match |
| ---------------- | --- | ------------------- | ------------------------ | ---------------- |
|                  | Chartraw (Houle, Lambert) — 10 min 36 s Lemaire — 21 min 2 s (SN) Gainey (Jarvis, Houle) — 31 min 1 s Lemaire (Houle) — 38 min 49 s | 1-0 1-1 2-1 3-1 4-1 | Maloney Da — 19 min 59 s |                  |
| Dryden           | Gardiens | Davidson            |                          |                  |
|                  | |                     |                          |                  |
| 31               | Tirs | 15                  |                          |                  |